# Gherghina, Constanța
Gherghina (în trecut Defcea, în turcă Devce) este un sat în comuna Mircea Vodă din județul Constanța, Dobrogea, România. Se află în partea de vest a județului,  în Podișul Medgidiei. La recensământul din 2002 avea o populație de 28 locuitori.